# Hyponephele herata
Hyponephele herata är en fjärilsart som beskrevs av Francis Gard Howarth och Povolny 1976. Hyponephele herata ingår i släktet Hyponephele och familjen praktfjärilar. Inga underarter finns listade i Catalogue of Life.